# 津久見警察署
津久見警察署（つくみけいさつしょ）は、かつて大分県にあった大分県警察が管轄する警察署のひとつである。

## 概要
大分県津久見市全域を管轄地域する警察署であった。
2012年4月1日に、当署と臼杵警察署とを統合して、臼杵警察署の位置に臼杵津久見警察署が設置され、旧津久見署本署が管轄していた津久見市中心部には、新たに津久見幹部交番が置かれた。なお、旧津久見署の庁舎が老朽化していたため、津久見幹部交番は旧津久見署の庁舎は使用せず、中央町の新庁舎に設置されている。

## 沿革
- 1876年（明治9年）2月 - 大分県警部第第5出張所津屯所として設置。
- 1948年（昭和23年）3月 - 津久見町警察署となる。
- 1951年（昭和26年）4月 - 津久見市警察署となる。
- 1954年（昭和29年）7月 - 大分県警察の発足に伴い、津久見警察署となる。
- 1963年（昭和38年）6月 - 現庁舎竣工。
- 2012年（平成24年）4月1日 - 当署と臼杵警察署を統合して臼杵津久見警察署を設置。

## 交番・駐在所
- 上青江警察官駐在所 - 津久見市大字上青江5003
- 徳浦警察官駐在所 - 津久見市大字徳浦宮町7-27
- 保戸島警察官駐在所 - 津久見市大字保戸島21-14
- 四浦警察官駐在所 - 津久見市大字四浦4085-2
- 日代警察官駐在所 - 津久見市大字網代95-19

## アクセス
- JR九州日豊本線 津久見駅から徒歩約8分